# Schwarzbauch-Seeschwalbe
Die Schwarzbauch-Seeschwalbe (Sterna acuticauda) auch Schwarzbauchseeschwalbe ist eine Vogelart aus der Familie der Seeschwalben (Sternidae).
Sie kommt in Pakistan, Nepal und Indien bis China, Myanmar und Südostasien vor, jedoch nicht in Sri Lanka.
Ihr Verbreitungsgebiet erstreckt sich entlang großer Flüsse, Binnenseen, auch Sümpfe, bevorzugt breite, flache, strukturlose Sandbänke und sandige Inseln.

## Beschreibung
Die Schwarzbauch-Seeschwalbe ist 32 bis 35 cm groß. Sie ist sehr viel kleiner als die Goldschnabel-Seeschwalbe, der Schnabel ist orangefarben. Die Oberseite und die langen, spitzen Flügel sind grau, im Prachtkleid sind Stirn und Scheitel glänzend schwarz, Kehle, Kinn und Ohrdecken sind weiß. Brust und Bauch sind schwarz, im Schlichtkleid grau-weiß mit schwarzer Maske und schwarz gestreiftem Kopf mit einem schwarzen Hinteraugenfleck.
Gegenüber der Weißbart-Seeschwalbe ist sie im Sommerkleid durch den tief gespaltenen Schwanz leicht zu unterscheiden.

## Stimme
Der Ruf des Männchens wird als kurzes, bellendes „nyap“ oder „nyark“ von variierender Tonhöhe, aber auch als „krek krek“ im Fluge beschrieben.

## Lebensweise
Die Nahrung besteht aus hauptsächlich aus Fischen und Insekten einschließlich Libellen. Die Schwalbe ist gesellig, fliegt wenige Meter über dem Wasser nach Beute suchend, ruht in Gruppen dicht beieinander auf Sandbänken mit dem Gesicht in den Wind.
Die Brutzeit liegt zwischen Februar und Mai, früh gebaute Nester werden mitunter überschwemmt. Sie brütet gerne zusammen mit Goldschnabel-Seeschwalben, Scherenschnäbel und Brachschwalben, ist aber kein Koloniebrüter. Meist werden drei bis vier blasse oder sandfarbene, rot gesprenkelte Eier in eine flache Sandkuhle gelegt. Beide Geschlechter teilen sich Brutgeschäft und Aufzucht.

## Gefährdungssituation
Die Schwarzbauch-Seeschwalbe gilt als stark gefährdet (endangered).